# Gianfranco Dallaporta
Le Gianfranco Dallaporta est un navire océanographique du Conseil national de la recherche qui se consacre à la recherche sur la consistance des stocks de poisson, les activités océanographiques et l’étude des fonds marins de l'Adriatique et de la Méditerranée. Le navire est équipé pour le chalutage ou la pêche rapide, pour l’échantillonnage et les études biologiques. Le navire est basé au port d'Ancône siège de l'Institut de recherche sur la pêche maritime (IRPEM).

### Note et référence
- (it) Cet article est partiellement ou en totalité issu de l’article de Wikipédia en italien intitulé « Gianfranco Dallaporta » (voir la liste des auteurs).